# Pleasant Springs, Wisconsin
Pleasant Springs là một thị trấn thuộc quận Dane, tiểu bang Wisconsin, Hoa Kỳ. Năm 2010, dân số của thị trấn này là 3.069 người.